# 歩兵第52連隊
歩兵第52連隊（ほへいだい52れんたい、歩兵第五十二聯隊）は、大日本帝国陸軍の連隊のひとつ。

## 沿革
- 1905年（明治38年）

3月 - 編成下令
4月15日 - 軍旗拝受
- 1908年（明治41年）11月2日 - 青森県中津軽郡千年村大字原ケ平字中野に移転[1]。
- 1925年（大正14年）5月1日 - 宇垣軍縮により本連隊は廃止
- 1937年（昭和12年）

8月30日 - 軍旗拝受、第108師団隷下となる
華北に出動、山西省南部にて治安戦に従事
- 1940年（昭和15年）

6月 - 軍旗を奉還する
9月27日 - 軍旗を再拝受、第57師団に所属変更する。以後は関東軍特種演習で増強部隊として北部満州に移駐する
- 1945年（昭和20 年）

4月 - 本土防衛に備えて北部九州に移駐し、沿岸防御の中核部隊となる
8月 - 終戦

## 歴代連隊長
| 第一次 |              |                       |                     |
| 1      | 西山敏       | 1905.4.20 - 1907.2.13 |                     |
| 2      | 加藤丈       | 1907.2.13 - 1913.8.22 | 中佐、大佐昇進      |
| 3      | 土井市之進   | 1913.8.22 - 1916.4.1  | 中佐、1913.8.31大佐 |
| 4      | 津田次郎     | 1916.4.1 - 1917.8.6   |                     |
| 5      | 二子石官太郎 | 1917.8.6 -            |                     |
| 6      | 湯地春吉     | 1918.7.9 -            |                     |
| 7      | 平塚直己     | 1923.8.6 - 1925.5.1   |                     |
| 第二次 |              |                       |                     |
| 1      | 中村静夫     | 1937.9.1 -            | 中佐                |
| 2      | 米岡米吉     | 1938.10.27 -          |                     |
| 3      | 井上二一     | 1939.3.30 -           | 1940.2.復員         |
| 第三次 |              |                       |                     |
| 1      | 板津直俊     | 1940.8.20 -           |                     |
| 2      | 明石泰二郎   | 1942.8.1 -            |                     |
| 末     | 河原林克己   | 1944.7.5 -            |                     |